# Lagarosiphon rubellus
Lagarosiphon rubellus är en dybladsväxtart som beskrevs av Henry Nicholas Ridley. Lagarosiphon rubellus ingår i släktet Lagarosiphon och familjen dybladsväxter. IUCN kategoriserar arten globalt som otillräckligt studerad.
Artens utbredningsområde är Angola. Inga underarter finns listade.